# Severo Chumbita
Severo Chumbita (Machigasta, 1820 - Miraflores, 12 de octubre de 1880) fue un importante hacendado riojano, uno de los principales caudillos de las milicias montoneras que resistieron al gobierno central de Buenos Aires surgido tras la batalla de Pavón.

## Biografía
Severo Chumbita nació en Machigasta, a unos siete kilómetros de Aimogasta (provincia de La Rioja). Era nieto de José Francisco Chumbita (f. 1807), el último cacique que gobernó Aimogasta, e hijo del indio Juan Orensio Chumbita (que fue caudillo de Aimogasta y jefe de la montonera del norte de La Rioja) y la criolla rubia María del Rosario Aliendre. Fue el shulco (hijo menor) del matrimonio.
Su padre era íntimo del Chacho Peñaloza, y Severo Chumbita corría carreras de caballo al galope con El Chacho.
En 1857, el cruel asesinato del caudillo sanjuanino Nazario Benavídez, a manos de los unitarios, movió a Peñaloza a incursionar en la provincia de San Juan. En esas andanzas, la brava montonera Martina Chapanay (1800-1887) se sumó a sus filas y se vinculó con Severo Chumbita.
El día 17 de septiembre de 1861, Chumbita participó como caudillo de las fuerzas montoneras en la batalla de Pavón, que se libró en el sur de la provincia de Santa Fe. Ese combate clave de las guerras civiles que dividieron a la Argentina durante el siglo XIX, significó el fin de la Confederación Argentina, y la incorporación de la provincia de Buenos Aires en calidad de miembro dominante de todo el país.
Nombrado coronel de los ejércitos rebeldes de Ángel Vicente Chacho Peñaloza y de Felipe Varela, participó en todos los levantamientos que estallaron en las provincias del noroeste del país entre 1862 y 1868.

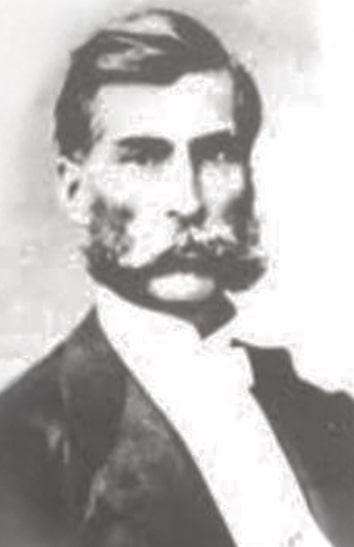
Felipe Varela

El 8 de mayo de 1862 derrotó a José Miguel Arredondo en el combate de Mazán, en el departamento Arauco (provincia de La Rioja).
El 28 de mayo de 1862, a las órdenes de Juan Gregorio Puebla, participó en el sitio de la ciudad de La Rioja.
El 6 de diciembre de 1866, el coronel Felipe Varela lanzó su famosa proclama. Uno de los párrafos sobresalientes afirmaba que «ser porteño es ser ciudadano exclusivista, y ser provinciano es ser mendigo sin patria, sin libertad, sin derechos. Esta es la política de Mitre».
En los primeros días de 1867, Severo Chumbita intervino en la revolución que se efectuó en esa provincia. Entre enero y febrero de 1867, aproximadamente 400 hombres que estaban a las órdenes de Escipión Dávila se sumaron a los hombres que estaban a las órdenes del coronel Severo Chumbita y de su hijo, el capitán Ambrosio Chumbita, en el departamento de Arauco. A su vez, toda la montonera unificada se pondría a disposición de la división que comandaba Estanislao Medina, jefe de Estado Mayor de los federales, que había cruzado la cordillera de los Andes por pedido de Felipe Varela.
El primer combate en el que pelearon fue una entrada al galope por el departamento Tinogasta (en la provincia de Catamarca), donde atacaron las tropas mitristas que estaban acantonadas en la zona. En esta acción, los federales de Ambrosio Chumbita vencieron a las tropas que lideraban el coronel Melitón Córdoba y el comandante Luis Quiroga. Melitón Córdoba resultó abatido en la batalla, mientras que Luis Quiroga fue capturado y ejecutado (mediante degüello) unos días más tarde.
Siguió combatiendo, apoyando a Estanislao Medina ―lugarteniente de Felipe Varela― y al propio Varela en su campaña del que luego fue su número dos.
Cuando Felipe Varela logró cruzar la cordillera de los Andes e internarse en Copiapó (Chile), Severo Chumbita también traspuso los Andes.
Tras la derrota en la batalla de Pozo de Vargas y el fracaso del movimiento, el coronel Severo Chumbita, al igual que su hijo, el capitán Ambrosio Chumbita, fue procesado criminalmente por la rebelión de 1861 a 1863 y la de 1867, así como por otros delitos, en teoría, cometidos con ocasión de las mismas.
Con respecto a la última, la sentencia lo declaró culpable de haber tomado parte como jefe principal en la rebelión encabezada por Felipe Varela, pero también de hechos que califica como delitos comunes, por lo que lo excluía de la amnistía acordada por el general Octaviano Navarro y lo condenaba a diez años de destierro y una multa de 2000 pesos fuertes. Entre esos delitos comunes se le imputaba la muerte del mayor Celestino Barcala, el teniente Balbino Arias y tres civiles, los comandantes de milicia Fermín Bazán y Vicente Barros y el septuagenario Fernando Vega, un importante vecino de la villa de Famatina (en el extremo norte de la provincia de La Rioja).
Finalmente, apelada la sentencia, el 4 de noviembre de 1876 la Corte Suprema de la Nación sobreseyó a Chumbita de los delitos que se le imputaban, con excepción de los cargos referidos a delitos comunes cometidos con ocasión de la rebelión de 1861 a 1863.
Ante un petitorio firmado por los vecinos de La Rioja ―incluso muchos de sus antiguos adversarios―, el presidente Nicolás Avellaneda indultó a Chumbita, que salió en libertad en agosto de 1877. Tenía 56 años, aunque los rigores de la prisión lo habían enfermado y avejentado. De vuelta en Aimogasta con su familia, pudo arreglar sus asuntos patrimoniales y vivir en paz los últimos tres años de su vida.
El general Roca ―que había sido uno de los represores de los levantamientos riojanos―, próximo a ser electo presidente le envió su retrato con una dedicatoria, invitándolo a bajar a Buenos Aires para conferirle un grado militar de general de la Nación y «resarcirlo de los desmanes que sufrió en su hacienda». Sus familiares recordaban que Severo respondió: «Si él quiere verme, a la misma distancia estamos».
Visitando con su esposa Rosaura el pueblo de Chumbicha (provincia de Catamarca), a unos 90 km al sureste de Aimogasta donde tenían amigos y parientes, falleció en el caserío de Miraflores (a 45 km al noreste de Chumbicha, y 20 km antes de la villa de San Fernando del Valle de Catamarca), el 12 de octubre de 1880. Fue enterrado en Aimogasta. Allí proliferaron sus descendientes y se mantiene su leyenda entre los paisanos.
Desde 1973 ―con la recuperación de la democracia tras 18 años de proscripción―, los productores olivareros levantaron su nombre como emblema en las movilizaciones por la reivindicación de sus derechos.

## Vida privada
Se casó con Rosaura Villafañe (catamarqueña nacida en 1828, hija del estanciero Justo Miguel Pastor Villafañe y María Margarita Herrera). Dos de sus hijos ―el citado capitán Ambrosio Chumbita y Manuel Antonio Chumbita― siguieron sus pasos y lucharon junto a Felipe Varela.
La tradición, reflejada en una copla, afirma que a fines de los años 1850, Chumbita fue amante de la montonera federal huarpe Martina Chapanay (1800-1887):

En Mogna, la Chapanay
a Chumbita enamoró
Ontiveros le disparó
y ella de pena murió.

## Descendientes
Casado con la hija de Severo Chumbita estuvo Luis de la Fuente ―último intendente de la ciudad de La Rioja elegido por la Legislatura y exconstituyente, también exdiputado y pionero argentino del cultivo del olivo (junto con Casimiro Godoy, desde 1918, con mejoras en el cultivo del olivo a nivel nacional reflejadas por los diarios de la época)―. En 1952, el general Juan Domingo Perón homenajeó con un decreto instaurando en honor a De la Fuente y Godoy el Día Nacional del Cultivo del Olivo, como pioneros de la olivicultura de todo el país.
Su nieto fue el destacado senador nacional y gobernador riojano Héctor María de la Fuente, que fue abogado, diputado provincial y camarista (o sea juez de jueces en La Plata). Entre 1925 y 1934 sucedió a Joaquín V. González como senador nacional por La Rioja (en Buenos Aires) durante dos períodos después de la muerte de González en 1923. En 1939, el doctor Héctor de la Fuente: fue elegido el gobernador más joven de la provincia de La Rioja. Hizo muchas obras. En 1942 colgó en la casa de Gobierno los cuadros de los caudillos Facundo Quiroga y Chacho Peñaloza. Fue gobernador hasta 1943. Falleció en Córdoba apenas terminó su mandato, luego de una exitosa intervención quirúrgica de vesícula a manos del cirujano Mirizzi, que días después se complicó.
Una bisnieta, Felisa Raquel de la Fuente, natural de Aimogasta, fue la esposa del historiador Félix Luna (1925-2009).
También es descendiente de Severo Chumbita el escritor e historiador Hugo Chumbita (Santa Rosa, 1940).